# Усманходжаєв Бузрук-Ходжа
Бузрук-Ходжа (Бузрукходжа) Ешон-бува Усманходжаєв (1896, кишлак Пандіган (або Уйрат) Ріштанської волості Кокандського повіту Ферганської області, тепер Ферганської області, Узбекистан — 25 травня 1977, місто Фергана, тепер Узбекистан) — радянський узбецький державний діяч, голова Ферганського облвиконкому. Депутат Верховної ради Узбецької РСР 2—7-го скликань. Депутат Верховної Ради СРСР 2—3-го скликань. Герой Соціалістичної Праці (8.04.1971). Батько Інамжона Бузруковича Усманходжаєва.

## Життєпис
Народився в родині селянина-наймита.
У 1914—1916 роках — секретар «Дрібнокредитного товариства» Ріштанської волості Ферганської області.
Активний учасник повстання 1916 року в Ріштані, де 12 липня 1916 року відбулася бійка із царською поліцією біля двору мечеті «Хужа Ілгор».
У 1918—1923 роках брав участь у боях за радянську владу у Ферганській долині. У 1918 році обраний секретарем Пандіганської сільської ради, потім був інспектором продовольчого загону в Ріштанській волості, головою комітету бідноти Ріштанської волості.
У 1921—1922 роках — секретар Уйратської сільської ради Ріштанської волості. У 1922—1923 роках — інспектор із продовольчих податків Ріштанської волості. У 1923—1924 роках — завідувач відділу комунального господарства Ріштанської волості Узбецької РСР.
У 1926—1927 роках — голова виконавчого комітету Багдадської районної ради Узбецької РСР.
Член ВКП(б) з 1927 року.
У 1927—1929 роках — завідувач земельного відділу Ферганського округу. У 1929—1930 роках — голова Ферганської окружної селянської спілки.
У 1930—1933 роках — голова виконавчого комітету Багдадської районної ради Узбецької РСР. У 1933—1943 роках — голова виконавчого комітету Кагановицької (Узбекистанської) районної ради Узбецької РСР; голова виконавчого комітету Ізбаскентської районної ради Узбецької РСР.
У 1943—1952 роках — голова виконавчого комітету Ферганської обласної ради депутатів трудящих Узбецької РСР.
У 1952 — 25 травня 1977 року — начальник управління експлуатації Великого Ферганського каналу імені Сталіна (потім імені Усмана Юсупова).
Указом Президента СРСР від 8 квітня 1971 року за визначні успіхи, досягнуті у розвитку сільськогосподарського виробництва та виконанні п'ятирічного плану продажу державі продуктів землеробства та тваринництва Усманходжаєву Бузрук-Ходжі присвоєно звання Героя Соціалістичної Праці з врученням ордена Леніна та золотої медалі «Серп і Молот».
Помер 25 травня 1977 року в місті Фергані.

## Нагороди
- Герой Соціалістичної Праці (8.04.1971)
- три ордени Леніна (23.12.1939; 16.01.1950; 8.04.1971)
- орден Вітчизняної війни ІІ ст. (1.02.1945)
- чотири ордени Трудового Червоного Прапора (25.12.1944; 23.01.1946; 11.01.1957; 30.04.1966)
- орден Червоної Зірки (6.02.1947)
- орден «Знак Пошани» (1.10.1945)
- медалі
- Заслужений ірригатор Узбецької РСР